# Rete tranviaria di Čeljabinsk
La rete tranviaria di Čeljabinsk è la rete tranviaria che serve la città russa di Čeljabinsk.